# A Paz (peça)
A Paz (Eirēnē em grego clássico) é uma das comédias de Aristófanes, apresentada na Grande Dionísia de 421 a.C.. O enredo diz respeito ao voo ao céu sobre um besouro de esterco monstruoso de um fazendeiro cansado de guerra, chamado Trigeu, que procura a deusa perdida Paz apenas para descobrir que o Deus da Guerra a enterrou num buraco. Com a ajuda de um coro de fazendeiros, Trigeu resgata-a, e a peça termina com uma celebração alegre do casamento e da fertilidade.